# 傅崇说
傅崇说（1919年—），男，浙江绍兴人，中国有色金属冶金专家，曾任中南工业大学教授、博士生导师。